# 亞歷山德里夫卡 (博霍杜希夫市鎮)
亞歷山德里夫卡（烏克蘭語：Олександрівка），是烏克蘭東部哈爾科夫州博霍杜希夫區博霍杜希夫市鎮内的村落。始建於1700年，面積2.4平方公里，海拔高度124米，2001年人口540，人口密度每平方公里225人。